# Fiera di Verona
La fiera di Verona è un complesso di padiglioni ed edifici a destinazione fieristica e congressuale che sorge nel quartiere di Borgo Roma a Verona. Il complesso ha una superficie totale di 309000 m² di cui 152000 m² di superficie espositiva coperta divisi tra 13 padiglioni.

## Storia

### Origini
Le fiere a Verona sono testimoniate fin dal IX secolo. Degna di nota quella a cadenza annuale istituita nel 1632 dal podestà Andrea Cornaro per rilanciare l'economia cittadina dopo la terribile peste del 1630, che veniva organizzata presso la centrale piazza Bra. Le strutture tuttavia erano in legno e furono più volte distrutte da incendi, in particolare quello del 28 ottobre 1712 convinse le autorità cittadine a costruire una fiera in muratura, che sarebbe stata la prima in Italia. Fu così che nel 1722 iniziò la costruzione della fiera di Muro presso il Campo Marzio nel quartiere di Veronetta, conclusa nel dicembre 1723 e dotata di ben 124 botteghe. Le strutture edilizie della fiera furono tuttavia abbandonate gradualmente a partire dall'età napoleonica e quindi completamente demolite nel corso del XIX secolo.
La storia contemporanea della fiera di Verona ha origine nell'ottobre del 1897, quando l'amministrazione comunale organizzò una prima edizione sperimentale di quella che sarebbe diventata la Fieracavalli. L'evento, che si tenne in piazza Cittadella, fu un successo e l'amministrazione comunale decise di renderlo semestrale. Per ospitare la fiera l'anno successivo fu pertanto necessario individuare un luogo idoneo dove poter installare un sufficiente numero di scuderie: inizialmente si pensò di utilizzare gli orti del barone Weil-Wess, situati sul retro del suo palazzo prospiciente l'attuale corso Porta Nuova, ma alla fine si optò per gli orti di Biadego, da alcuni anni entrata nelle proprietà comunali, posta subito al di fuori delle mura comunali di Verona, tra il fiume Adige e l'attuale via del Pontiere. Il 28 dicembre 1897 il Consiglio Comunale approvò il piano per la costruzione del nuovo campo fiera, che prevedeva: la demolizione di parte dei fabbricati di un convento per creare un nuovo accesso e la costruzione di 27 scuderie e di tutti i servizi necessari. Visto il sempre maggior successo della fiera nel corso degli anni successivi furono realizzate ulteriori grandi scuderie tanto che nel 1902 la capacità delle stesse era salita a 730 cavalli.

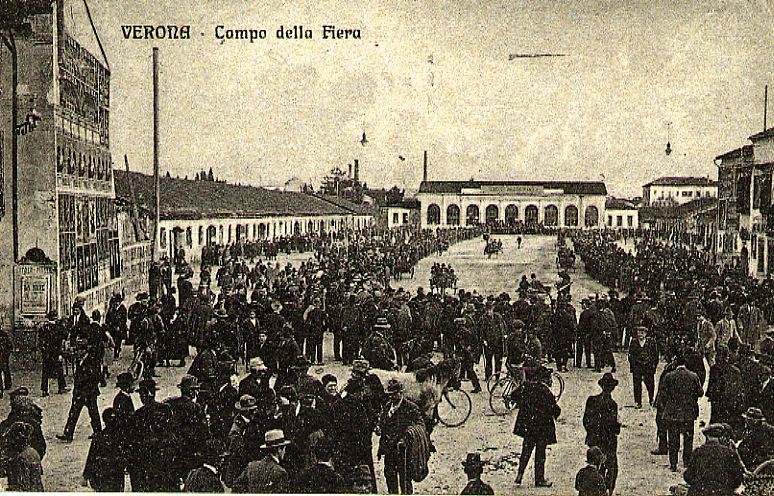
La pista della Fiera Cavalli intorno al 1900

Con la continua crescita della fiera divenne urgente la costruzione di un nuovo ingresso lungo l'attuale via del Pontiere, ancora esistente. L'Amministrazione guidata da Eugenio Gallizioli incaricò nel 1914 l'ingegnere Alfonso Modonesi, direttore dell'ufficio tecnico comunale, di redigere un progetto, approvato immediatamente dal Consiglio Comunale ma che, tuttavia, rimase momentaneamente sulla carta. Nel 1926 l'Amministrazione ripropose il progetto di Modonesi, che venne approvato e subito appaltato, tanto che i lavori del primo lotto si conclusero nel novembre 1927, anno in cui la Fiera Cavalli fu riconosciuta tramite regio decreto come Fiera Nazionale dell'Agricoltura. Con la fine dei lavori del primo lotto venne immediatamente appaltato il corpo di destra dell'ingresso, che venne completato nell'agosto 1928. Nel 1930 la Fiera, che era cresciuta tanto da estendersi in tutta l'area, comprese via Pallone, piazza Bra e piazza Cittadella, era ormai gestita con difficoltà dal Comune, così venne posta sotto la gestione di un Ente Autonomo dedicato.

### Il nuovo quartiere della fiera
Durante la seconda guerra mondiale i bombardamenti alleati causarono molti danni alle strutture della fiera, così nel 1948 fu definitivamente trasferita nella nuova Zona Agricolo-Industriale (ZAI) a sud della città, guadagnando nuovi spazi e infrastrutture che avrebbero consentito un più razionale sviluppo della sede fieristica.

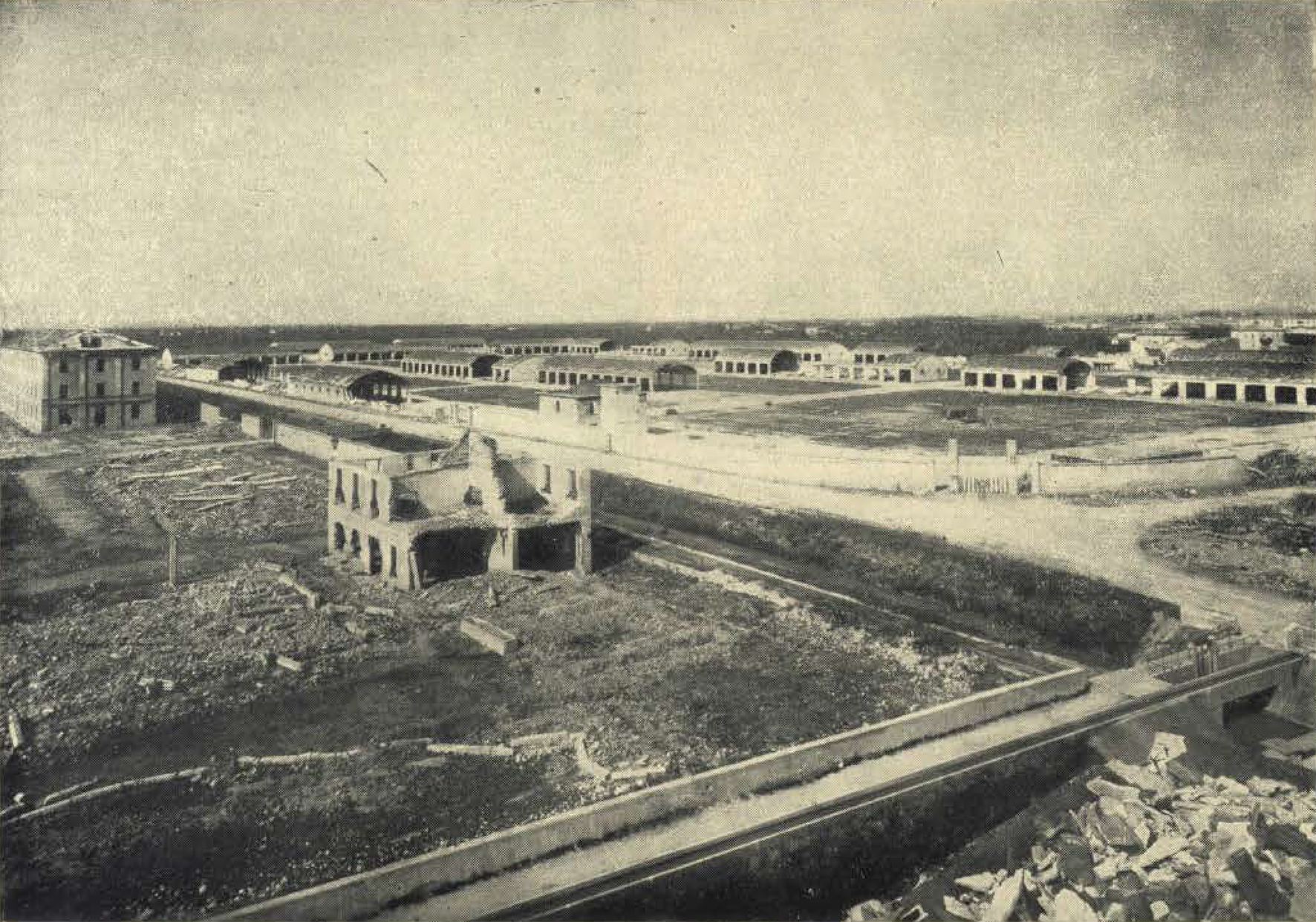
L'area dell'autocentro militare e della caserma Crippa dopo i bombardamenti alleati, in seguito trasformata nel nuovo quartiere fieristico

L'istituzione della ZAI era infatti stata pianificata in quegli anni ed al suo interno era immediatamente disponibile un'ampia area di circa 200000 m², dove sorgevano le strutture della caserma Crippa e dell'autocentro militare che erano state quasi completamente distrutte durante la guerra e il cui terreno era stato richiesto in concessione dal Comune al demanio militare. Tra gli altri aspetti positivi che furono valutati nell'individuazione di quest'area vi furono la vicinanza alla stazione di Verona Porta Nuova, l'ubicazione lungo il rettifilo che andava dal previsto casello dell'autostrada Milano-Venezia fino al centro della città, l'ampia disponibilità di vie d'accesso e la posizione centrale nella nascente Zona Agricolo-Industriale.
Il quartiere fieristico venne così ideato in maniera organica con la ZAI, anche dal punto di vista urbanistico e architettonico, grazie al coordinamento dell'ufficio comunale che stava pianificando la ricostruzione della città nel dopoguerra. Il progetto di sistemazione generale della fiera fu redatto dall'architetto Plinio Marconi con il supporto degli ingegneri Italo Avanzini e Giuseppe Palatini, sulla base delle esigenze suggerite dall'allora presidente dell'ente autonomo della fiera, l'avvocato Antonio Alberti: tra i principali obiettivi posti vi era quello di potere usufruire delle strutture anche nei periodi al di fuori delle fiere ed estenderne quindi la funzionalità a tutto l'anno.
L'attuazione del nuovo quartiere si sarebbe dovuto svolgere per gradi, tuttavia l'urgenza della ricostruzione e la scarsa attenzione per un contesto che, al tempo, era periferico, portarono all'edificazione disorganica di diversi padiglioni senza una caratterizzazione precisa. L’unico elemento che spicca è il l'Agricenter, poi ridenominato Palaexpo, costruito tra il 1985 e il 1988 sul fronte di viale del Lavoro, che con la sua grossa mole e con la torre per uffici condiziona la vista principale della fiera dal lato della città. Un tentativo di trasformare il fronte principale fu affrontato dall'architetto Aldo Rossi nel 1996, che propose un nuovo blocco contenente un padiglione e un'aula congressuale collocato lungo l'asse dell'Agricenter, con quest'ultimo che veniva connesso alla città tramite ponti pedonali che avrebbero dovuto attraversare viale del Lavoro. Il progetto, dall'aspetto monumentale, rimase tuttavia su carta.

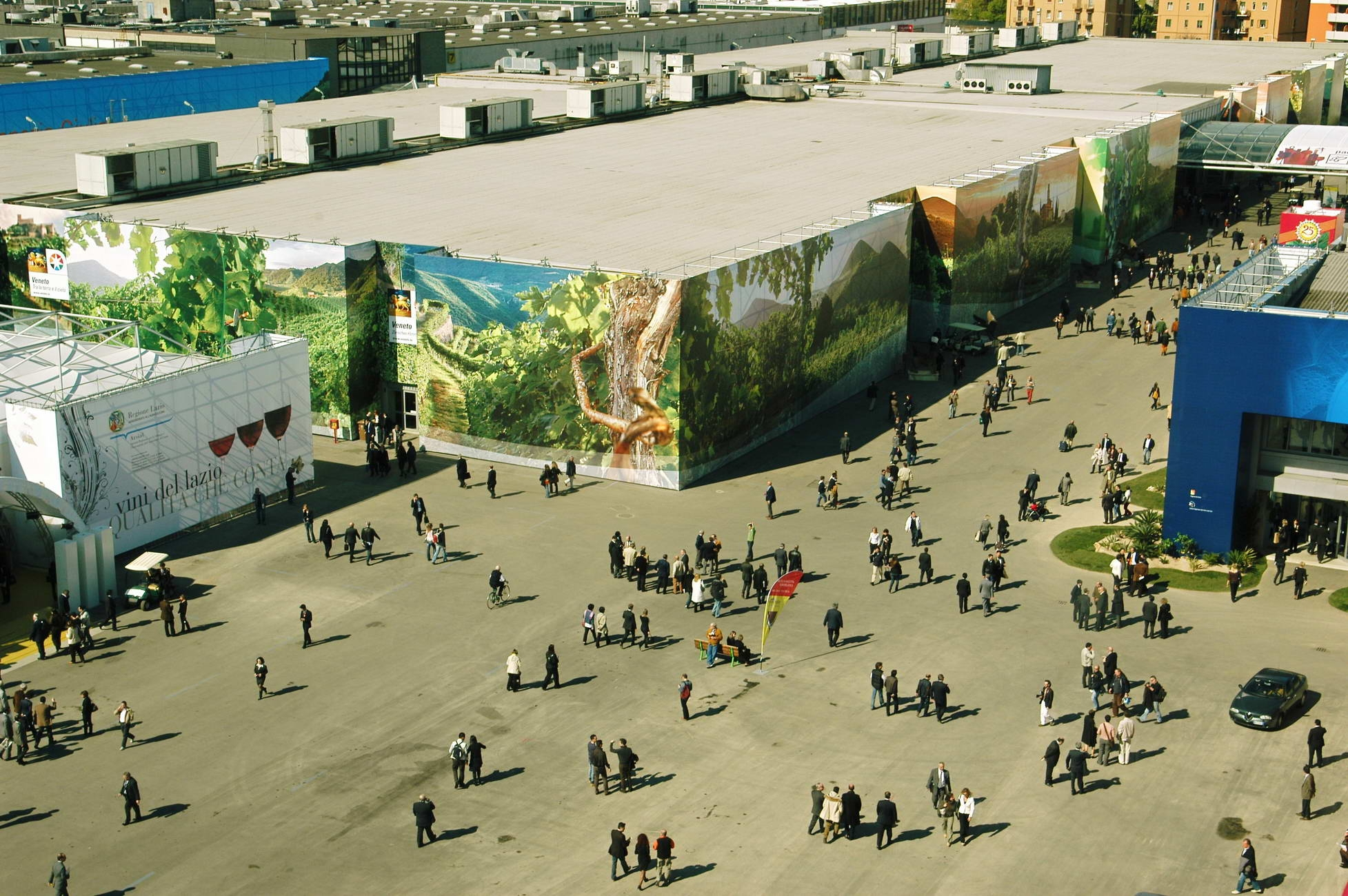
I padiglioni della fiera durante il Vinitaly

Agli inizi degli anni duemila l'ente Fiera decise di ristrutturare la sua sede attuale, affidando il progetto allo studio GMP di Amburgo che nel 2004 consegnò il masterplan dell'intera area, che si era nel frattempo ampliata con l'acquisizione di ulteriori lotti. Furono tuttavia costruiti solo i primi due padiglioni, disegnati secondo nuovi standard qualitativi, e il progetto complessivo non fu portato a termine. Tra il 2018 e il 2020 fu infine riqualificato l'ingresso Re Teodorico, utilizzato come accesso per le manifestazioni che non coinvolgono l'intera fiera, su progetto dello studio Maffeis Engineering che ha previsto la sistemazione della piazza d'accesso, coperta con nuove pensiline dalle forme organiche, eventualmente estensibile all'intero quartiere.
Nel 2017 l'ente autonomo si trasformò in Veronafiere S.p.A., società avente come obbiettivo quello di rappresentare una piattaforma di promozione a livello internazionale. Nel tempo è così riuscita a presidiare i mercati mondiali attraverso una rete di 60 delegati, la società Veronafiere do Brasil, gli uffici permanenti a Shanghai e a Il Cairo, e le proprie rassegne internazionali che si svolgono negli Stati Uniti, Brasile, Russia, Cina, Nord Africa, Medio Oriente e Australia.

## Descrizione
Il quartiere fieristico, racchiuso all'interno di un grande isolato, copre una superficie totale di 309000 m², di cui 152000 m² di superficie espositiva coperta divisi tra 13 padiglioni e 157000 m² di superficie scoperta, eventualmente adibibile a esposizioni. Sono disponibili oltre 10000 posti auto e l'accessibilità è garantita da sette porte d'accesso, le principali rinominate ingresso Cangrande, ingresso San Zeno e ingresso Re Teodorico.

### Agricenter
L'Agricenter, in seguito rinominato Palaexpo, è stato edificato tra il 1985 e il 1988 lungo il fronte di viale del Lavoro. Con la sua grande mole occupa uno spazio grossomodo rettangolare di 305 × 45 metri, per una superficie di circa 30000 m² e una volumetria di circa 300000 m³.
La fiera di Verona, per rimanere centrale per il mondo rurale e continuare a essere interprete delle sue esigenze, realizzò il "Centro Permanente Internazionale dell'Agricoltura", che aveva l'obiettivo di proiettare l'agricoltura verso il futuro. Questo proposito veniva perseguito attraverso l'inserimento di tre elementi all'interno di questa grande struttura: il centro congressi, in cui collocare dibattiti, convegni e seminari; il centro mercantile, in cui alternare le esposizioni e le contrattazioni dei prodotti agroalimentari; il sistema informativo, aveva infatti sede nell'Agricenter una banca dati e relativi servizi che consentivano agli operatori di rimanere aggiornati in tempo reale sulle quotazioni dei prodotti nei principali mercati.

### Padiglioni 11 e 12

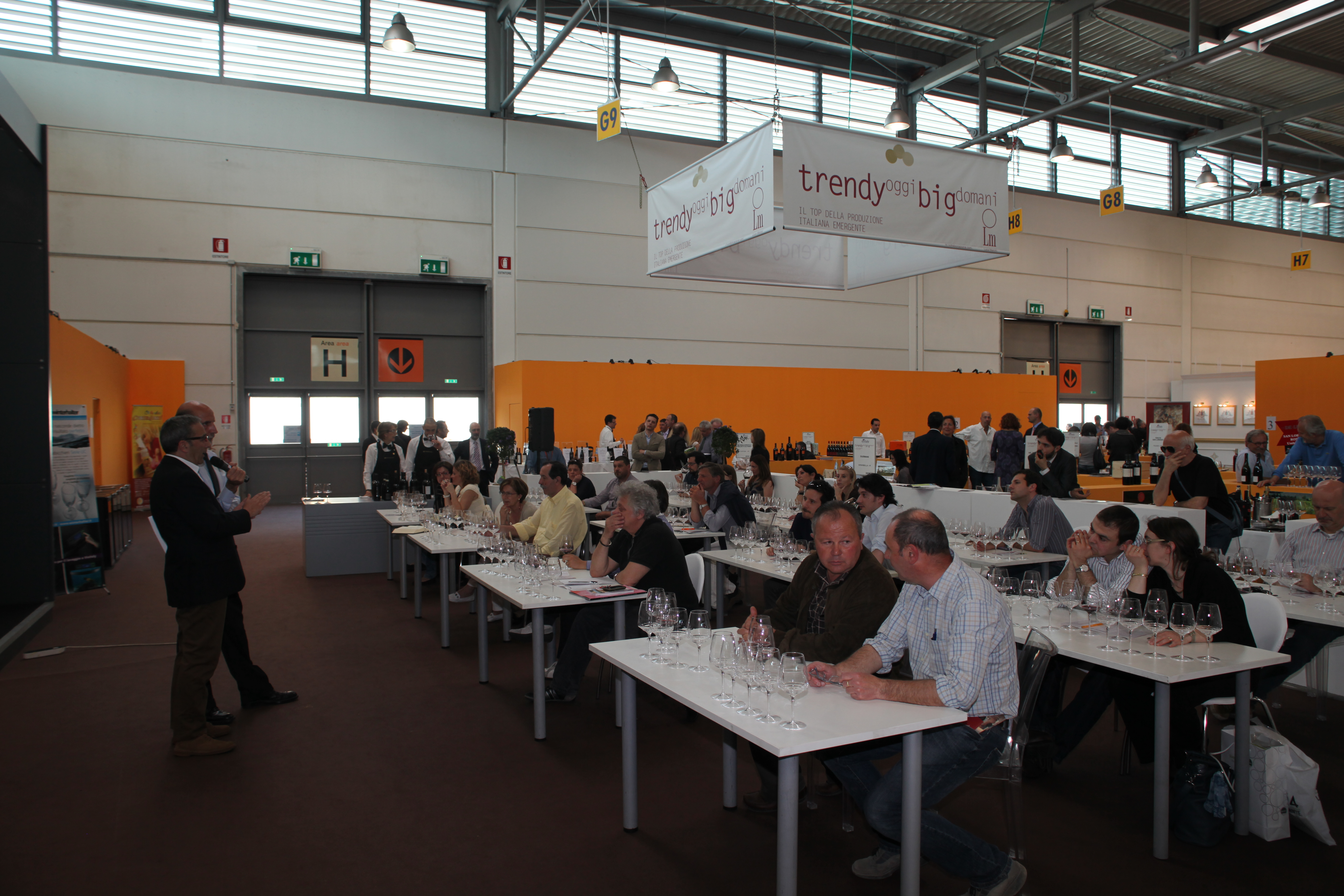
L'interno dei padiglioni con i lucernari oscurabili e le travi reticolari

Nel 2004 lo studio GMP di Amburgo è stato incaricato di redigere un masterplan del quartiere, che prevedeva una ristrutturazione e ampliamento per fasi successive in modo da garantire la continuità delle manifestazioni fieristiche. Lo scopo del progetto era quello di modernizzare le strutture e potenziare la possibilità di allestire più eventi contemporaneamente, oltre che a migliorare l'attrattività e l'aspetto generale del quartiere.
Il progetto si svolgeva principalmente verso sud, dove dovevano essere realizzati due nuovi ingressi, est e ovest, da affiancarsi allo storico ingresso situato a nord, nei pressi del palazzo per uffici. Dall'ingresso est sarebbe partita una lunga galleria coperta su cui si sarebbero attestati i nuovi padiglioni. Due padiglioni speciali erano inoltre previsti in prossimità dell'ingresso nord, coperto con una volta a botte e destinato a manifestazioni speciali, e dell'ingresso ovest, coperto da una vasta cupola e destinato a eventi fieristici, sportivi, politici e di intrattenimento. Anche l'ingresso nord sarebbe stato sottoposto a un intervento di riqualificazione, in particolare l'Agricenter sarebbe stato rivestito in modo da diventare un grande pannello per pubblicità alla base del quale, verso viale del Lavoro, era prevista un'ampia vasca d'acqua.
Di questo complesso masterplan vennero tuttavia realizzati solo due padiglioni, ultimati nel 2006. I due padiglioni, comprensivi di una galleria di servizio, occupano una superficie di 20000 m² e sono coperti da ampie travi metalliche per consentire, con le loro ampie luci, la massima libertà di allestimento degli spazi. I padiglioni hanno inoltre la possibilità, a seconda delle esigenze, di essere illuminati con luce naturale oppure di essere completamente oscurati.

### Ingresso Re Teodorico
Nel 2018 è stata commissionata a Maffeis Engineering la riqualificazione dell'ingresso Re Teodorico, che viene usualmente utilizzato per manifestazioni di richiamo ma che interessano solamente la porzione sud del quartiere fieristico. L'elemento principale è una grande copertura formata da pensiline dalle forme organiche di 6700 m², terminata nel 2020, che diventa un elemento fortemente riconoscibile da utilizzare sia come percorso coperto verso i padiglioni sia come luogo di incontro e sosta per i visitatori, eventualmente estensibile all'intero quartiere.
Le pensiline sono composte da pilastri d'acciaio che si ramificano per sostenere la copertura, caratterizzata da cuscini in etilene tetrafluoroetilene (ETFE), un materiale versatile, trasparente e autopulente: il suo utilizzo ha conferito leggerezza e trasparenza alla copertura, oltre che un certo dinamismo grazie alla scelta di utilizzare differenti gradazioni di opacità.

## Manifestazioni

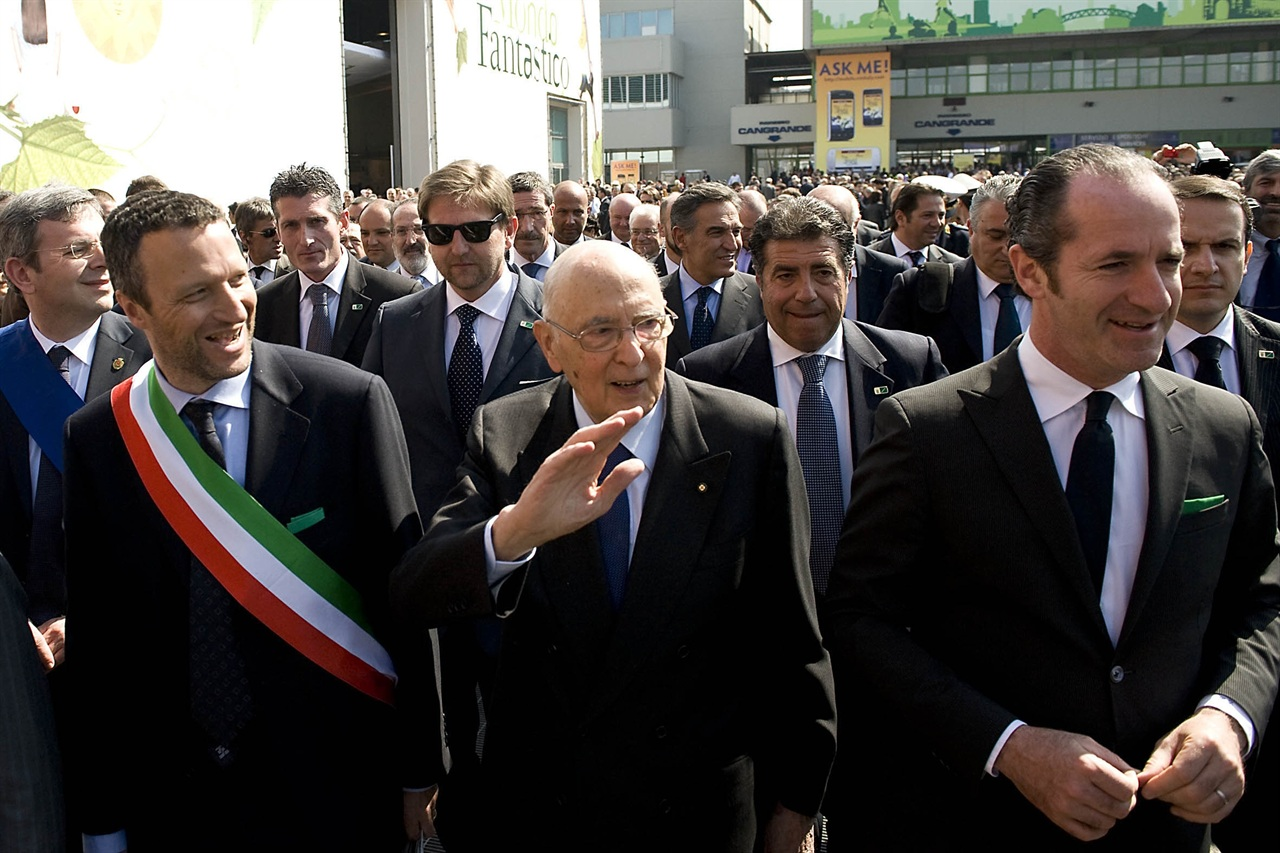
Il presidente della Repubblica Giorgio Napolitano accompagnato dal presidente del Veneto Luca Zaia e dal sindaco di Verona Flavio Tosi durante l'edizione del 2010 del Vinitaly

Le principali manifestazioni fieristiche includono:
- Fieragricola: rassegna internazionale di agricoltura
- Fieracavalli: dal 1898 punto di riferimento dei prodotti di allevamento equino
- Marmomac: fiera dedicata alle aziende del settore lapideo
- Vinitaly: salone internazionale del vino e dei distillati
- Samoter: salone dedicato al mondo delle macchine per costruzioni

Negli anni i prodotti sono aumentati e includono anche manifestazioni quali ArtVerona (fiera d'arte moderna e contemporanea), Elettroexpo (fiera dell'elettronica, dell'informatica e del radioamatore), Enolitech (salone delle tecniche per la viticoltura, l'enologia e delle tecnologie olivicole ed olearie), Innovabiomed (al servizio dell'industria biomedicale), JOB&Orienta (salone dell'orientamento, della scuola, della formazione e del lavoro), Model Expo Italy (fiera del modellismo statico, dinamico e del gioco), Motor Bike Expo (fiera della moto personalizzata), Progetto Fuoco (mostra biennale sul riscaldamento a legna, pellet e biomasse), Sol&Agrifood (salone dell'olio extravergine di oliva e dell'agroalimentare di qualità) e diversi altre.